# 濃州屋安兵衛
濃州屋 安兵衛（のうしゅうや やすべえ、生没年不詳）とは江戸時代末期から明治時代にかけての江戸の地本問屋。

## 来歴
濃安と略す。嘉永から明治年間にかけて江戸の四谷伝馬町新一丁目清兵衛店、四谷麹町13丁目において地本問屋を営業している。安政4年（1857年）3月に地本草紙問屋仮組から本組に加入した。歌川広重、歌川国芳、3代目歌川豊国、2代目歌川広重、歌川芳虎の錦絵を出版している。

## 作品
- 歌川広重 「玉川堤の花見」 大判3枚続 錦絵 安政3年（1856年）
- 歌川広重 「諸国六玉川」 大判 錦絵6枚揃
- 歌川広重 「東都錦行烈」
- 歌川国芳 「衣川菊遊覧」
- 3代目歌川豊国 「踊形容江戸絵栄」 大判3枚続 錦絵 安政5年（1858年）
- 2代目歌川広重 「品川汐干狩之図」 大判3枚続 錦絵 文久1年（1861年）
- 歌川芳虎 「大谷広治の芸者仇吉と坂東三津五郎の芸者米八」 大判3枚続 錦絵 明治3年（1870年）